# Alopecosa pictilis
Alopecosa pictilis este o specie de păianjeni din genul Alopecosa, familia Lycosidae. A fost descrisă pentru prima dată de Emerton, 1885. Conform Catalogue of Life specia Alopecosa pictilis nu are subspecii cunoscute.